# 藤原諸数
藤原 諸数（ふじわら の もろかず）は、平安時代初期から前期にかけての貴族。名は緒数とも記される。藤原北家、右大臣・藤原内麻呂の孫。肥前守・藤原福当麻呂の子。官位は従五位下・諸陵頭。

## 経歴
承和15年（848年）従五位下に叙爵する。嘉祥2年（849年）尚侍・百済王慶命の葬儀の監護を行い、翌嘉祥3年（850年）の仁明天皇の葬儀では高階清上と共に諸衛を率いて左右兵庫を監護している。
文徳朝の嘉祥4年（851年）越前介に任ぜられ、清和朝の貞観2年（860年）諸陵頭として京官に遷った。

## 官歴
『六国史』による。
- 時期不詳：正六位上
- 承和15年（848年） 正月7日：従五位下
- 嘉祥3年（850年） 3月22日：見散位
- 嘉祥4年（851年） 2月21日：越前介
- 仁寿2年（852年） 10月2日：越前介
- 貞観2年（860年） 2月14日：諸陵頭

## 系譜
『尊卑分脈』による。
- 父：藤原福当麻呂
- 母：不詳
- 生母不詳の子女
  - 男子：藤原村松
  - 男子：藤原村椙